# Takács Endre
Takács Endre (Születési nevén Andrássik vagy Andráscsik András, Nyíregyháza, 1848. április 9. (keresztelés) – Budapest, 1895. június 12.) orvosdoktor, kórházi igazgató főorvos.

## Élete
Takács Endre eredeti szülei Andrássik András lakatosmester és Bánóczy Julianna voltak. Édesapja a gyermek születése előtt néhány héttel elhunyt. A kisfiút hamarosan egy gyermektelen házaspár, Takáts Alajos nyíregyházi sebészorvos és felesége, Mihálik Natália fogadta örökbe.
Orvosi tanulmányait a pesti egyetemen végezte, ahol 1872-ben orvosdoktorrá avatták. 1873-ban tanársegéd lett a kórszövettani tanszék mellett, azután pedig gyakornok, majd tanársegéd Károlyi klinikáján. 1878-ban Nyíregyházán feleségül vette Bodnár Ilonát. Takács Endre a házasság által közeli rokonságba került a Korányi családdal, mivel az anyósa (Nyíri – korábban: Kandel – Teréz) és Korányi Frigyes édesanyja (Nyíri – korábban: Kandel – Anna) testvérek voltak.
Ugyanebben az évben Schordan-ösztöndíjjal Németországba utazhatott ismereteinek kibővítése céljából. Itt elsősorban a strassbourgi, heidelbergi, lipcsei és berlini egyetemek tudományos intézeteit látogatta. Tanulmányútjára elkísérte a felesége is, így az első gyermekük, Ilona, Berlinben látta meg a napvilágot. Őt két további gyermek követte: Endre (1880, Nyíregyháza) és Edit (1882, Budapest).
Takács Endrét 1879-ben az idegkórtanból magántanárrá képesítették, később a Rókus-kórház rendelő- és az Erzsébet-kórház főorvosa lett, majd a budapesti poliklinika igazgató főorvosává választották. Számos cikket írt 1875-től az Orvosi Hetilapba (cikkei a Hőgyes Endre Emlékkönyvében vannak felsorolva).
Felesége 1883-ban öngyilkos lett. 1888 körül ismét megházasodott. Második felesége Riedl Erzsébet volt.
Halálát hashártyagyulladás okozta.
Családja, kollégái és tisztelői kísérték ki a Kerepesi temetőben lévő sírboltjához. 1906-ban hamvait örökbefogadó apja, Takáts Alajos, 49 évig Nyíregyháza sebészorvosa sírja (VIII-54.) mellé helyezték át a nyíregyházi „morgó” (ma Északi) temetőbe.

## Munkái
- Jubiláris dolgozatok az orvostan köréből... Korányi Frigyes jubileumára. Budapest, 1890. (Többekkel együtt).
- A gerinczagy bántalmaitól függő mozgás összrendezési zavarok. (Tabes dorsualis). Uo. 1892. (Klinikai Füzetek II. 14.).
- A neurastheniáról. Uo. 1895. (Klinikai Füzetek V. 1.).